# Синя Борода (фільм, 2009)
Синя Борода (фр. Barbe Bleue) — французький фантастичний драматичний фільм 2009 року, написаний і знятий Катрін Брейя з Лолою Кретон у головній ролі. Він заснований на класичній казці Шарля Перро «Синя Борода».

## Сюжет
У 1950-х роках Кетрін грає зі своєю старшою сестрою Марі-Анн, читаючи їй історію про Синю Бороду, яка її лякає. Коли Кетрін перечитує історію, дія фільму переноситься в 1697 рік, де дві сестри, Марі-Катрін і Анна, щойно втратили свого батька. Після втрати батька вони не мають приданого, тому погоджуються відвідати вечірку, яку влаштовує лорд Синя Борода в пошуках нової дружини. Хоча ходять чутки, що Синя Борода вбив усіх своїх попередніх дружин, оскільки всі вони зникли протягом року після одруження, лорд Синя Борода і Марі-Кетрін, молодша сестра, відчувають зв'язок і незабаром одружуються. Незважаючи на різницю у віці, між ними виникає тісний зв'язок, і Синя Борода обожнює свою нову молоду дружину. Він періодично залишає її у справах, а коли повертається, дає їй ключі від замку і каже, щоб вона розважалася, поки його не буде. Здається, вона страшенно за ним сумує і дуже радіє, коли він повертається.
Вдруге, коли він має поїхати, він знову дає їй ключі, а також маленький золотий ключик, який, за його словами, відкриє кімнату в замку, але їй заборонено ним користуватися і заходити в кімнату. Тієї ночі її охоплює цікавість, і вона відчиняє кімнату, де знаходить усіх колишніх дружин Синьої Бороди вбитими та повішеними. Перебуваючи в кімнаті, вона впускає ключ, забруднивши його кров'ю з підлоги. Наступного дня Синя Борода несподівано повертається, виявляє кров на ключі і звинувачує її в тому, що вона увійшла до кімнати. Він каже їй, що вона має померти, але вона благає дати їй час у вежі, щоб примиритися з Богом. Синя Борода дозволяє їй це, і за допомогою кількох інших затримок і відволікань вона виграє час, поки не приходять два мушкетери і, очевидно, відрубують Синій Бороді голову.
Протягом фільму сцени перемикаються між двома дівчатами, які читають історію, і двома сестрами, які її проживають. Фільм закінчується тим, що старша дівчинка, Марі-Анн, падає на смерть, а її молодша сестра Катрін дочитує історію, незважаючи на те, що Марі-Анн благає її не робити цього, бо вона її лякає. Коли Кетрін плаче, входить їхня мати (та сама актриса, яка грає матір двох сестер в оповіданні), і сцена повертається до Марі-Кетрін, яка тримає голову Синьої Бороди на тарілці.

## Акторський склад
- Домінік Томас — Барб Блю/Синя Борода
- Лола Кретон — Марі-Катрін, дружина Синьої Бороди
- Дафне Байвір — Енн
- Марілу Лопес-Беніте в ролі Кетрін
- Лола Джованетті в ролі Марі-Анни

## Поширення

### Театральний випуск
Прем'єра «Синьої Бороди» відбулася на Берлінському міжнародному кінофестивалі 2009 року.

### Критика
Веб-сайт зібрання рецензій Rotten Tomatoes дає фільму оцінку 78 % на основі 36 рецензій із середньою оцінкою 6,5/10. На Metacritic, який присвоює нормалізований рейтинг із 100 рецензіям основних критиків, фільм отримав середню оцінку 73 на основі 12 рецензій.
Дж. Гоберман з The Village Voice дав позитивну рецензію фільму, написавши: «Психологічно насичений, ненав'язливо мінімалістичний, водночас захопливо прямий і лукаво комічний, „Синя борода“ Катрін Брейя є дохідливим переказом і водночас поясненням найбридкішої, найбільш недиснеївської дитячої казки Шарля Перро». Манохла Даргіс з The New York Times написала: "У всіх казках є мораль, а казка в " Синій Бороді « пані Брейлат є жорстокою, доречно кривавою і, як усі хороші перекази, схожа на попередні ітерації та відрізняється від них». Кіт Уліх з Time Out оцінив фільм 4/5 зірок, назвавши його «найсмішнішим і найбільш приємним фільмом на сьогоднішній день». У своїй рецензії Уліх високо оцінив операторську роботу фільму, виконання та «критику лиха патріархату».
Фільм не обійшовся без недоброзичливців. Оуен Глейберман з Entertainment Weekly поставив фільму оцінку C, розкритикувавши відсутність таємничості та напруги, але високо оцінив режисуру Брейла.